# La Ménagerie (Star Trek)
La Ménagerie (The Menagerie) est un épisode en deux parties de la première saison (épisodes 11 et 12) de la série télévisée Star Trek. Seizième épisode à avoir été produit, il fut diffusé en onzième et douzième position pour la première fois le 17 novembre 1966 et le 24 novembre 1966 sur la chaîne NBC.
Gagnant d'un prix Hugo en 1967, cet épisode est célèbre pour sa réutilisation d'une grande partie du premier pilote non-diffusé de la série ainsi que pour l'expression champs de distorsion de la réalité qui sera réutilisé par Steve Jobs lors de ses conférences.
Spock enlève Christopher Pike, l'ancien capitaine de l'Enterprise, et finit par prendre le contrôle du vaisseau pour l'emmener vers la planète interdite de Talos IV. Traduit devant une cour martiale improvisée, il explique son comportement en passant des extraits vidéos montrant ce qu'il s'était passé treize ans auparavant.

## Distribution

### Acteurs principaux
- William Shatner : James T. Kirk (VF : Yvon Thiboutot)
- Leonard Nimoy : Spock (VF : Régis Dubost)
- DeForest Kelley : Leonard McCoy
- George Takei : Hikaru Sulu
- Nichelle Nichols : Nyota Uhura
- James Doohan : Montgomery Scott

### Acteurs secondaires
- Jeffrey Hunter : capitaine Christopher Pike
- Malachi Throne : commodore Jose I. Mendez/ La voix d'un des gardiens
- Susan Oliver : Vina
- Sean Kenney : capitaine Christopher Pike malade
- Julie Parrish : lieutenant Piper
- Majel Barrett (sous le nom de M. Leigh Hudec) : Numéro Un
- Peter Duryea : lieutenant José Tyler
- John Hoyt : Dr Phillip Boyce
- Adam Roarke : C.P.O. Garrison
- Hagan Beggs : lieutenant Hansen
- Laurel Goodwin : J.M. Colt
- Meg Wyllie : le gardien

## Résumé
À la suite d'un appel radio, l'Enterprise se détourne de sa mission d'exploration pour rejoindre la base stellaire 11. Kirk, McCoy et Spock rencontrent Mendez le commandant de la base, mais celui-ci est catégorique : aucun appel n'a été émis depuis sa base. Pourtant, Spock affirme avoir reçu un message de la part d'un officier sous les ordres duquel il a servi onze ans, l'amiral Christopher Pike.
Comme Kirk insiste pour rencontrer Pike, Mendez accède à sa demande. Les trois hommes découvrent alors ce qu'il reste de Christopher Pike : seul son buste émerge d'un fauteuil roulant qui lui donne un semblant d'autonomie. Son visage est brûlé atrocement et il est muet. Seule une lampe clignotante lui permet de communiquer sommairement. En aucun cas il n'a pu envoyer de message.
Kirk n'envisageant même pas de remettre en cause la version de Spock, les bandes mémorielles des ordinateurs de la base sont examinées. Or, à l'insu de Kirk et McCoy, Spock se glisse dans la salle des ordinateurs pour envoyer des instructions à l' Enterprise. Il reprogramme le navire pour un voyage à destination de Talos IV, une planète jadis explorée par Pike mais que la Fédération a mis en quarantaine, punissant de mort toute transgression (Directive no 7). Spock emmène Pike à bord de l' Enterprise et en prend officiellement le commandement pour la durée du voyage. Il fait rappeler McCoy à bord sous un prétexte fallacieux afin qu'il prenne soin de Pike. L'Enterprise appareille, abandonnant Kirk sur la base stellaire.
Lorsque celui-ci se rend compte de la situation, il affrète une navette en compagnie de Mendez et tente de rattraper son vaisseau. La navette parvenant au bout de ses réserves, Spock fait téléporter ses passagers à bord et se constitue prisonnier. Il demande à être traduit immédiatement en cour martiale pour fait de mutinerie arguant que les conditions sont réunies car il y a trois officiers supérieurs à bord : Kirk, Mendez et... Pike. Or, Spock encourt la peine capitale !
Le procès s'ouvre et Spock fait projeter pour sa défense des images provenant de la première expédition vers Talos IV, treize ans plus tôt. Le jury découvre un Pike commandant l'Enterprise, plus jeune, en possession de ses moyens, mais enlevé par les Talosiens et emmené dans les souterrains de la planète. Or ces images viennent directement de Talos IV... La projection s'interrompt et Spock refuse de répondre à toute question, répétant que tous les faits seront dévoilés à leur rythme et que la vérité est trop surprenante pour être révélée si tôt...
La séance est suspendue, laissant un Kirk seul et dubitatif.
Le procès reprend mais cette fois à huis clos. Spock apprend à Kirk, Mendez et Pike qu'ils n'ont pas d'autre choix que de voir le reste des images parce que ceux qui émettent ont pris le contrôle de l'écran.
Les transmissions sont soudainement interrompues. Mendez spécule que les Talosiens semblent avoir abandonné Spock. Mendez commence à demander le verdict. Spock demande à Pike d'attendre, lui disant qu'il aura au moins une chance de vivre. Kirk lui demande quel genre de vie il aurait, comme spécimen de zoo ? Vivant des illusions qui amusent ses ravisseurs ? Mendez demande à Pike s'il considère Spock coupable ou non. Pike répond « oui ». Mendez vote également Spock coupable et en conclusion, même Kirk doit déclarer Spock coupable.
L' Enterprise est en orbite autour de Talos IV, le vaisseau est maintenant contrôlé par les Talosiens comme treize ans auparavant. Mendez disparaît sous les yeux de Kirk. Une voix se fait entendre pour expliquer que Mendez n'a jamais été à bord du vaisseau. L'illusion de la cour martiale a été créée, avec la complicité de Spock, pour éviter que Kirk ne reprenne trop tôt le contrôle de l'Enterprise. La décision de permettre à Pike de se libérer de son corps inutile revient à Kirk et à lui-même.
Uhura transmet à Kirk un message du vrai commodore Mendez de la base stellaire 11 ; il a aussi reçu les images de Talos. L'ordre général 7 d'interdire tout contact est suspendu temporairement. Aucune action ne sera intentée contre Spock et Kirk doit agir pour le mieux. Kirk demande alors à Pike s'il veut aller sur la planète, Pike répond « oui ». Kirk demande à Spock d'accompagner le capitaine Pike jusqu'à la salle de téléportation. Spock remercie Kirk pour eux deux et Pike confirme. Pendant que Spock commence à pousser le fauteuil roulant, Kirk demande à Spock de revenir le voir dès que Pike sera hors de danger sur la planète.
Kirk veut lui parler de cette regrettable tendance de Spock à montrer une flagrante sensiblerie. Pendant que Spock part avec Pike pour la surface, les Talosiens montrent à Kirk un Pike apparemment en bonne santé maintenant et qui avec Vina le salue.

## Autour de l'épisode
- Les images de navette sont issues de l'épisode Galilée ne répond plus produit durant la même période. Un plan de membre d'équipage écoutant à l'interphone de l'épisode Fausses Manœuvres est aussi réutilisé.
- La base stellaire sera réutilisée dans l'épisode Cour martiale sans que le même commodore la dirige.

## Production
La Ménagerie constitue le seul épisode en deux parties de la série originale.

### Écriture
L'idée à l'origine de ce double épisode était de réutiliser des scènes déjà tournées du premier pilote de Star Trek : The Cage. L'épisode fut écrit par le producteur de la série, Gene Roddenberry, et planifié au mois d'août 1966. En effet, la production s'aperçut que les effets spéciaux prenaient vraiment trop de temps par rapport au planning prévu, entraînant des retards de plus en plus critiques, certains épisodes n'étant prêts que trois jours avant leur diffusion finale. L'idée était de réutiliser les images du matériel jamais diffusé et de les insérer au milieu d'un épisode. C'est l'assistant de production Robert Justman qui convainquit Roddenberry d'en faire un épisode en deux parties, la série étant en manque de nouveaux scripts.
Le script de l'épisode, nommé provisoirement From the First Day to the Last ("Du premier jour au dernier"), fut confié originellement au scénariste John D.F. Black et fini le 12 août 1966. Toutefois, Roddenberry, insatisfait , réécrivit l'épisode entièrement sous le titre de travail de The Envelope (« L'Enveloppe »). L'épisode fut façonné de sorte à ne demander qu'une semaine de tournage et son script fut fini le 21 septembre 1966 sous son titre de The Menagerie.
Comme tout épisode de la période, le script connut quelques réécritures jusqu'à sa version finale le 10 octobre 1966. Le scénario original incluait une scène où McCoy et Scottie expliquent au capitaine Kirk qu'ils ont retrouvé l'ordinateur sur lequel Spock a trafiqué le vaisseau grâce à la transpiration des Vulcains qui contiendrait du cuivre. Il incluait aussi des plans du Columbia s'écrasant sur Talos IV, ce qui fut refusé car trop onéreux à filmer.

### Casting
- Jeffrey Hunter n'ayant pas souhaité revenir sur le tournage de la série, c'est l'acteur Sean Kenney qui joue le rôle de Christopher Pike dans les parties rajoutées, le maquillage de la maladie ayant été rajouté pour qu'il y ait une substitution physique. Sean Kenney tient aussi le rôle d'un homme d'équipage nommé DePaul dans certains épisodes de la série.
- Malachi Throne effectuait la voix originale du gardien dans le pilote d'origine. Afin qu'il n'y ait pas de confusion, sa voix fut électroniquement modifiée pour devenir plus aigüe[2]. L'acteur jouera par la suite le rôle du sénateur romulien Pardek dans Unification, Part II, un épisode de la série spin-off Star Trek : The Next Generation.

### Tournage
Le tournage des nouvelles scènes eut lieu du 11 au 18 octobre 1966 au studio de la compagnie Desilu sur Gower Street à Hollywood sous la direction de Marc Daniels. À l'origine, le réalisateur de l'épisode The Cage, Robert Butler, avait été approché pour qu'il tourne l'épisode, mais celui-ci déclina, n'aimant pas Star Trek. Afin de mentionner son travail, il fut crédité en tant que réalisateur de la seconde partie tandis que Marc Daniels le serait sur la première. Il en fut de même pour tous ceux ayant participé au tournage des deux épisodes.
Une toile peinte a été créée pour l'extérieur de la Starbase 11. De grandes grues peuvent être vues dans le fond, représentant une construction sur la base stellaire ou peut-être l'ensemble des éléments d'un vaisseau. Le mur utilisé dans cette scène a été réutilisé pour les épisodes Échec et Diplomatie et Clin d'œil. L'estrade ronde sera elle-même réutilisée par Tharn et son Conseil dans l'épisode Miroir. De même, le plateau de la base stellaire est un ré aménagement de la salle des machines. Un mur bleu opaque a été placé derrière le réseau pour cacher la fausse perspective. Le panneau d'ordinateur est une réutilisation du neutraliseur neural de l'épisode Les Voleurs d'esprit.

### Post-production
La fin de l'épisode The Cage fut remaniée pour l'occasion : dans l'épisode originel, Vina reste sur Talos avec une illusion du Capitaine Pike. Les plans qui montraient cela ont été changés afin de montrer que Pike et Vina vivent dorénavant ensemble sur la planète.
La création de ce nouvel épisode détruisit ce qu'on pensait être la seule version couleur et 35 mm de The Cage. Toutefois, une copie noire et blanc 16 mm avait été gardée par Gene Roddenberry. En 1987 des négatifs de l'épisode furent retrouvés dans un laboratoire de développement de Los Angeles et renvoyés à Paramount Pictures.

## Diffusions

### Diffusion aux États-Unis
L'épisode fut retransmis à la télévision pour la première fois les 17 novembre 1966 et 24 novembre 1966 sur la chaîne américaine NBC en tant que onzième et douzième épisode de la première saison.
L'épisode est ressorti dans sa version remasterisée les 13 et 15 novembre 2007 au cinéma aux États-Unis et Angleterre. Dans cette version l'Entreprise a été modélisé à nouveau ainsi que des plans de la navette et de la station. Les effets spéciaux ainsi que nombreux arrières plans truqués qui ont été modifiés pour l'occasion. Cette représentation incluait aussi un message de "Rod" Roddenberry Jr., un "making-of" de vingt minutes sur la restauration de l'épisode et un trailer pour la saison 2 remasterisée.

### Diffusion au Canada, Royaume-Uni et Québec
L'épisode fut diffusé au Royaume Uni les 23 août 1969 et 30 août 1969 sur BBC One.
En version francophone, l'épisode fut diffusé au Québec en 1971. 

### Diffusion en France
En France, l'épisode est diffusé le 4 septembre 1986 lors de la rediffusion de l'intégrale de Star Trek sur La Cinq.

## Réception critique
En 1967, La Ménagerie gagne un Hugo Award dans la catégorie « Meilleure présentation dramatique. »
Cet épisode est la source du cliché soutenant que le Capitaine Kirk est attiré par les femmes à la peau verte. Or, ici, c'est en fait le Capitaine Pike qui est sous le charme de celle-ci. Dans un classement pour le site Hollywood.com Christian Blauvelt place cet épisode à la 21e position sur les 79 épisodes de la série originelle, estimant que cette nouvelle version en fait un bien meilleur épisode que le pilote tel qu'il était à l'origine. À l'inverse sur le siteThe A.V. Club Zack Handlen donne à l'épisode la note de B- trouvant que l'épisode se traine sur deux heures et que l'incursion de l'équipage habituel est ne colle pas. Handlen trouve toutefois que l'épisode est mémorable pour le Capitaine Pike, son destin et son visage blessé.

### Hommage et réutilisation dans d'autres médias
Dans South Park l'épisode CM1 deux personnages se disputent sur le nombre d’épisodes de Star Trek. Compter La Ménagerie pour un ou deux épisodes est le point de désaccord. Dans un épisode postérieur de South Park, Maternelle, l'institutrice des enfants se déplace dans un fauteuil semblable à celui employé par Pike.
Dans l'épisode Le Clone Farnsworth de Futurama, le Capitaine Muskie, un ancien équipier sur le vaisseau de Planet Express du Professeur Hubert Farnsworth, est une référence au capitain Pike, pour le nom, l'apparence, la condition physique et le fauteuil roulant. Dans un autre épisode, Là où aucun fan n'est jamais allé, Fry et les autres équipiers à bord du vaisseau de Planet Express sont interrogés par une cour martiale tandis qu'ils sont dans un fauteuil roulant semblable à celui de Pike. Le reste de l'épisode contient aussi des acteurs de Star Trek.
De même, l'expression champ de distorsion de la réalité utilisée à une époque par le fondateur d’Apple, Steve Jobs viendrait de cet épisode. Le mot n'apparaît toutefois pas tel quel et il aurait servi afin de définir un processus qu'il aurait les personnes qu’il côtoie : employés, clients, fournisseurs, journalistes, etc., et qui les fait voir la réalité avec ses propres yeux.

## Adaptations littéraires
L'épisode fut adapté sous forme d'une nouvelle de 26 pages par l'auteur James Blish dans le livre Star Trek 4 un recueil compilant différentes histoires de la série et sorti en juillet 1971 aux éditions Bantam Books. Blish ayant trouvé l'histoire du procès de Spock trop compliquée à insérer, il a juste adapté le scénario de La Cage.

## Éditions commerciales
Aux États-Unis, l'épisode est disponible sous différents formats. Dès 1981, l'épisode est sorti en VHS et Betamax dans une version remontée afin de compiler les deux épisodes en un seul. L’épisode est ressorti en deux parties en 1985 en VHS et Betamax. L'épisode sortit en version remastérisée sous format DVD en 1999 et 2004.
En novembre 2007, la version remastérisée est disponible à la vente. Cette version est reprise par l'édition Blu-ray de la série diffusée en avril 2009.
En France, l'épisode fut disponible avec l'édition VHS de l'intégrale de la saison 1, sortie le 13 janvier 2000. L'édition DVD est sortie le 30 août 2004 et l'édition Blu-ray le 29 avril 2009.